# Vitrinella columbiana
Vitrinella columbiana är en snäckart som beskrevs av Bartsch 1921. Vitrinella columbiana ingår i släktet Vitrinella och familjen Vitrinellidae. Inga underarter finns listade i Catalogue of Life.